# José Ignacio Eyzaguirre Portales
José Ignacio Víctor Eyzaguirre y Portales (Santiago, Chile, 15 de febrero de 1817-Alejandría, Egipto, 6 de noviembre de 1875) fue un eclesiástico e historiador chileno. 

## Biografía

### Primeros años de vida
Hijo del exdiputado y senador José Ignacio Eyzaguirre Arechavala y de María Mercedes Portales y Fernández de Palazuelos, hermana del ministro Diego Portales Palazuelos y del diputado Manuel Portales Palazuelos. Hermano de los ex parlamentarios Manuel y Salvador Eyzaguirre y Portales.
Comenzó los estudios en su casa, prosiguió sus estudios en el Colegio de Santiago y el Instituto Nacional.
Se tituló en la Universidad de San Felipe como bachiller en Teología el 4 de febrero de 1833 y como bachiller en Cánones y Leyes, en 1835.

### Vida religiosa
El 1 de marzo de 1840, se ordenó como sacerdote, iniciando una labor misionera. Viajó por América Latina, donde palpó que el clero no estaba bien, por falta de ciencia y de moralidad sacerdotal. Para solucionar este mal, propuso al papa Pío IX, en enero de 1856, la creación de un seminario americano en Roma, el conocido Pontificio Colegio Pio Latino Americano. Recorrió toda América Latina para adquirir fondos y buscar alumnos. Así, el Colegio se abrió el 21 de noviembre de 1858.
Creado caballero de la Orden del Santo Sepulcro, prelado doméstico. El papa Pío IX lo distinguió con el título de Proto-notario apostólico en 1858 y lo nombró agregado de la Santa Sede ante los gobiernos de Bolivia, Ecuador y Perú en 1860. 
En 1874 se trasladó nuevamente a Roma, donde publicó sus sermones y prácticas doctrinales con el título de Instrucciones al pueblo cristiano.

### Vida política
También se dedicó a la política y a la historia. Como político, llegó a ser diputado por Putaendo entre 1849 y 1852, y vicepresidente de la Cámara de Diputados. Como historiador, realizó grandes aportaciones a la historia eclesiástica, plasmados en sus libros; además, fue decano de la Facultad de Teología de la Universidad del Estado.

### Últimos años de vida
Realizó una quinta peregrinación a Jerusalén y, a su regreso, falleció de apoplejía fulminante a bordo del vapor Niemen, en la rada de Alejandría (Egipto); su cadáver fue sepultado en el mar.

## Obras
- Historia Eclesiástica, Política y Literaria de Chile hasta 1810 (1850)
- Los intereses católicos en América (1859)
- El catolicismo en presencia de sus disidentes (1875)